# Hrafnkell Þórisson
Hrafnkell Þórisson también Hrafnkell Goði (950-1012), fue un caudillo vikingo y goði  de Hrafnkellsstaðir en Islandia. Era nieto de Hrafnkell freysgoði. Es uno de los protagonistas de la saga Droplaugarsona donde primero pide ayuda jurídica a Hólmsteinn Bersason para reclamar la mitad del goðorð que comparte con su tío Helgi Ásbjarnarson, pero se negó porque era cuñado de Ásbjarnarson, aunque lo envía a Helgi Droplaugarson porque tenía conocimientos de la ley y ya se había enfrentado antes a Helgi; finalmente llegan a un acuerdo. Helgi Ásbjarnarson mata a Helgi Droplaugarson en una emboscada y Grímr Droplaugarson, el hermano, logra salvarse y tras curar sus heridas mata a Ásbjarnarson por lo que es condenado a tres años de destierro por Hrafnkell, que ya es goði absoluto, pese a los intentos de compensación de Þorkell Geitirsson a favor de Grímr. También aparece citado en la saga de Njál.